# ليلي روس تايلور
ليلي روس تايلور (بالإنجليزية: Lily Ross Taylor)‏ هي باحثة في تاريخ العصور الكلاسيكية ومؤرخة أمريكية، ولدت في 12 أغسطس 1886 في أوبورن في الولايات المتحدة، وتوفيت في 18 نوفمبر 1969 في برين مار ‏ في الولايات المتحدة.